# Senegal na Mistrzostwach Świata w Lekkoatletyce 2019
Senegal na Mistrzostwach Świata w Lekkoatletyce 2019 – reprezentacja Senegalu podczas mistrzostw świata w Doha liczyła tylko jednego zawodnika, sprintera Louisa François Mendy, specjalizującego się w biegach przez płotki.

## Skład reprezentacji

### Mężczyźni
| Zawodnik             | Konkurencja                | Eliminacje | Eliminacje | Półfinał | Półfinał | Finał | Finał   |
| Zawodnik             | Konkurencja                | Wynik      | Pozycja    | Wynik    | Pozycja  | Wynik | Pozycja |
| -------------------- | -------------------------- | ---------- | ---------- | -------- | -------- | ----- | ------- |
| Louis François Mendy | Bieg na 110 m przez płotki | 13,75 s    | 30.        | NQ       | NQ       | NQ    | NQ      |